# Rodrigo Fresán

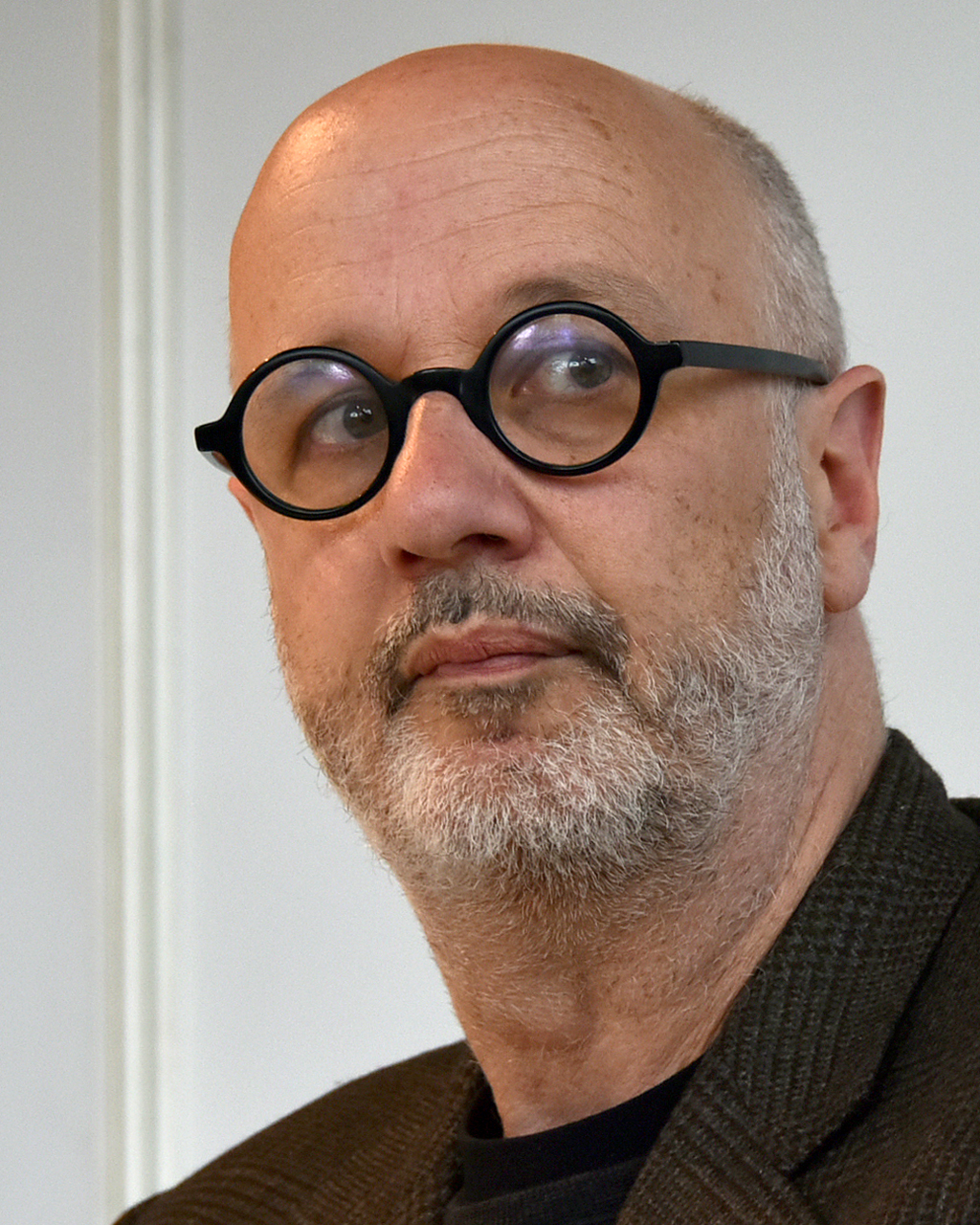
Rodrigo Fresán (2019)

Rodrigo Fresán (Buenos Aires, 18 luglio 1963) è uno scrittore e giornalista argentino.

## Biografia
Nato a Buenos Aires nel 1963, vive e lavora a Barcellona dal 1999.
Giornalista dal 1984, il suo esordio nella narrativa è avvenuto nel 1991 con la raccolta di racconti Historia argentina, bestseller in Argentina.
In seguito ha pubblicato 8 romanzi e numerosi racconti presenti in antologie e tradotti in varie lingue e ha trattato temi differenti quali la fantascienza, la guerra sporca, la religione e la sindrome di Peter Pan, avvicinandosi alla corrente letteraria denominata McOndo. Nel 2019 è stata pubblicata la prima parte della trilogia romanzesca La parte contada per la collana Phileas Fogg di LiberAria editrice.
Ha interpretato se stesso in alcuni programmi televisivi e nel film Martín (Hache) di Adolfo Aristarain.

## Opere principali

### Racconti
- Historia argentina (1991)
- Vidas de santos (1993)

### Romanzi
- Trabajos manuales (1994)
- Esperanto (1995), Torino, Einaudi, 2000 traduzione di Paola Tomasinelli ISBN 88-06-14923-7.
- La velocidad de las cosas (1998)
- Mantra (2001)
- I giardini di Kensington (Jardines de Kensington, 2003), Milano, Mondadori, 2006 traduzione di Pierpaolo Marchetti ISBN 88-04-54846-0.
- El fondo del cielo (2009)
- La parte inventata (La parte inventada, 2014), Bari, LiberAria editrice, 2019 traduzione di Giulia Zavagna ISBN 88-94-92214-6.
- La parte soñada (2017)
- Melvill (2022), Milano, Mondadori, 2023 traduzione di Giulia Zavagna ISBN 978-88-04-76400-7.

## Premi e riconoscimenti
- Premio Konex: 2017
- Prix Roger Caillois: 2017
- Best Translated Book Awards: 2018